# Example
Elliot John Gleave (* 20. června 1982, Londýn, Anglie, Spojené království), především známý jako Example, je anglický rapper a zpěvák, který je aktivní v žánrech electro house, grime, dubstep, a britský hip hop. Jeho pseudonym pochází z jeho iniciálu E.G., který zároveň znamená latinskou frázi exempli gratia.
4. září 2011 vydal nové album s názvem Playing in the Shadows.

## Diskografie

### Alba
- What We Made (2007)
- Won't Go Quietly (2010)
- Playing in the Shadows (2011)
- The Evolution of Man (2012)
- Live Life Living (2014)

### Singly
- "Watch the Sun Come Up"
- "Won't Go Quietly"
- "Kickstarts"
- "Last Ones Standing"
- "Two Lives"
- "Changed the Way You Kiss Me"
- "Stay Awake"
- "Natural Disaster" (feat. Laidback Luke)
- "We'll Be Coming Back" (feat. Calvin Harris)
- "Say Nothing"
- "Close Enemies"
- "All The Wrong Places"